# Myslovitz
Myslovitz ist eine polnische Alternative-Band um den Gitarristen und Sänger Artur Rojek (* 1972). Ihren Stil könnte man als Gitarrenrock mit mehr oder weniger ausgeprägten melancholischen Obertönen bezeichnen. Von der Musikpresse werden Myslovitz häufig als die „polnischen Radiohead“ bezeichnet; allerdings ist ihre Musik meist weniger experimentell und ähnelt eher den frühen Radiohead, Coldplay oder Travis.

## Geschichte
Myslovitz begannen 1992 in der oberschlesischen Industriestadt Mysłowice als Studentenband – zunächst unter dem Namen The Freshmen (in Anspielung an den Film Freshman mit Marlon Brando), bevor sie sich 1994 nach ihrer Heimatstadt (in einer für polnische Augen „fremdartigen“, deutschen Schreibvariante) benannten.
Die Anfangszeit war durch eine Punk-typische Attitüde geprägt, wie ein Zitat von Artur Rojek illustriert: „Ich gründete Myslovitz 1992. Ich war damals zwanzig und hatte keine Ahnung vom Musikmachen. Sicher, ich war ein großer Fan von ein paar britischen Gruppen - Ride, Stone Roses, My Bloody Valentine, The Housemartins, aber ich konnte überhaupt nicht Gitarre spielen. Nach mehrmonatigen Proben […] entschloss ich mich einfach, die Lücken in meiner musikalischen Ausbildung durch schieres Chaos wettzumachen - je mehr desto besser.“ Durch Auftritte bei mehreren Nachwuchswettbewerben wurden zunächst der polnische Rundfunk und schließlich auch die Musikindustrie auf die Band aufmerksam.
1994 unterzeichneten Myslovitz ihren ersten Plattenvertrag beim Label MJM Music Polska, das im folgenden Jahr das selbstbetitelte Debütalbum veröffentlichte. Als Produzent konnte der Brite Ian Harris gewonnen werden, der zuvor bereits u. a. für Joy Division, New Order und The Exploited gearbeitet hatte. Das Album wurde von mehreren Zeitschriften zum „Debüt des Jahres“ gewählt; Kritiker verglichen es überschwänglich mit Oasis, die sich zu dieser Zeit gerade auf dem Höhepunkt ihrer Popularität befanden.
1996 wurde mit Przemysław Myszor ein dritter Gitarrist in die Besetzung aufgenommen; außerdem erschien das zweite Album unter dem Titel Sun Machine – diesmal bei der polnischen Tochter des Major Labels Sony Music. Mit zwei stilistisch an die frühen Beatles erinnernden Singleauskopplungen gelangen ihnen die ersten Radiohits Z twarzą Marilyn Monroe („Mit dem Gesicht von…“) und Peggy Brown – letzteres war freilich eine Coverversion einer anderen Band aus Mysłowice, der Text stammte vom irischen „Nationalkomponisten“ Turlough O’Carolan (in der Fassung des polnischen Lyrikers und Übersetzers Ernest Bryll.)
Ein Jahr darauf kam das dritte Album auf den Markt: Z rozmyślań przy śniadaniu (etwa: „Aus Grübeleien beim Frühstück“), auf dem sich eine Tendenz zu einem etwas „glatteren“ Klangbild bemerkbar machte; außerdem wurden die Texte introspektiver und erhielten einen größeren Stellenwert.
In den Vordergrund rückt hier auch eine – für Myslovitz inzwischen typisch gewordene – Faszination von der Welt des Kinos, die sich in zahlreichen Zitaten und Anspielungen auf Filme in Texten und Titeln, und nicht zuletzt einer oft „cinematischen“ Atmosphäre der Musik manifestierte.
Folgerichtig beteiligten sich Myslovitz mit dem unkonventionellen Stück To nie był film („Das war kein Film“) 1998 erstmals an einem Soundtrack – für die große polnische Kinoproduktion Młode wilki ½ („Junge Wölfe 1/2“). Der Text verwies auf eine Ende der 90er Jahre in den Massenmedien kontrovers diskutierte Welle brutaler Gewaltverbrechen, an denen Minderjährige beteiligt waren. Die Gewaltdarstellung im Text und im Videoclip, der später einen Fryderyk (siehe unten) als „Video des Jahres“ erhielt, lösten in den polnischen Medien eine Kontroverse aus und veranlassten Radio- und Fernsehsender, das Stück zu boykottieren.
Im selben Jahr gaben Myslovitz erstmals auch Konzerte außerhalb Polens (u. a. in Stockholm, New York und Stuttgart).
Der endgültige kommerzielle Durchbruch gelang Myslovitz schließlich 1999 mit dem vierten Album Miłość w czasach popkultury („Liebe in den Zeiten der Popkultur“), das bereits kurz nach Erscheinen Platin- und mittlerweile Doppelplatin-Status erreichte; die Single-Auskopplung Długość dzwięku samotności („Die Länge des Klangs der Einsamkeit“) wurde zum bis dahin größten Hit der Band.
2000 beteiligten sich Myslovitz erneut an Soundtracks: Für die den Spielfilm The Big Animal (Duże zwierzę) des polnischen Regisseurs und Schauspielers Jerzy Stuhr steuerten sie den Song Polowanie na wielblada („Kameljagd“) bei; für „Das sind wir“ (To my) von Waldemar Szarek die Single My und zwei weitere, speziell für den Soundtrack geschriebene Stücke. 2003 setzten Myslovitz die Zusammenarbeit mit Stuhr fort: Für dessen Film „Das Wetter für morgen“ (Pogoda na jutro) kreierten sie nicht nur die Titelmusik, sondern traten auch in Nebenrollen (als Novizen in einem Kloster) auf.
Nach drei Jahren erschien 2002 der Nachfolger zu Miłość… unter dem Titel Korova Milky Bar – eine Anspielung auf den Kultroman und -film A Clockwork Orange von Anthony Burgess bzw. Stanley Kubrick. Auffällig daran war, dass die bisher nur gelegentlichen melancholischen Töne nun einer teilweise geradezu depressiven musikalischen wie textlichen Grundstimmung Platz machten. Dennoch konnten Myslovitz damit an die Verkaufszahlen des Vorgängers in den ersten Monaten noch übertreffen; die Single Sprzedawcy marzeń („Traumverkäufer“) wiederholte den Erfolg von Długość dzwięku samotności.
Der Grund für diese Popularität, vermuteten Kritiker, bestehe darin, dass die Band eine resignativ-rezessive gesellschaftliche Grundstimmung in der polnischen Gesellschaft getroffen habe – einer These, die Gitarrist Przemysław Myszor gegenüber einem kanadischen Journalisten scheinbar bestätigte: „Für uns ist die Korova Milky Bar [aus Kubricks“A Clockwork Orange„] ein Ort, wo etwas seltsames mit deinem Verstand passieren kann - ein Ort wie das heutige Polen. […] Es ist ein Land voller Krisen, alles um einen herum ist sehr traurig, sehr dunkel, sehr kaputt. Hier herrscht eine Wirtschaftskrise. Die Leute haben kein Geld, die Politik ist beschissen. Darum sind die Texte auf unserer Platte traurig. Wir singen viel über eigenartige Bewusstseinszustände“.
Im selben Jahr traten Myslovitz im europäischen Ausland auf mehreren Festivals auf, u. a. dem traditionsreichen deutschen Bizarre-Festival und dem Montreux Jazz Festival, und spielten in Westeuropa im Vorprogramm der Tourneen von Iggy Pop und den Simple Minds.
Im November 2002 unterzeichnen Myslovitz einen neuen Vertrag mit der polnischen EMI-Tochter Pomaton. Das erste Album auf dem neuen Label war eine in englischer Sprache neu eingespielte Version von Korova Milky Bar, die 2003 in insgesamt 27 Ländern veröffentlicht (u. a. in Deutschland, Benelux, Schweiz, Frankreich, Spanien, Russland, der Türkei und Südafrika). Zusätzlich waren auch englische Versionen älterer Stücke enthalten; so wurde Długość dzwięku samotności zu The Sound of Solitude.
Für den zugehörigen Videoclip engagierte man den für Schindlers Liste und Der Soldat James Ryan Oscar-prämierten Kameramann Janusz Kamiński, der sich selbst als „Fan“ der Band bezeichnet („Ich arbeite nur für Spielberg und Myslovitz […] Geld spielt dabei keine Rolle. Was macht man nicht alles für seine Idole“.) Das Video erhielt regelmäßige Einsätze auf MTV, das Album in westeuropäischen Medien – bis hin zum Focus und der FAZ – durchweg positive Rezensionen. Dennoch wurden die englischsprachigen Stücke von westlichen Radiosendern meist nur sporadisch bzw. in Alternative-Programmen gespielt, sodass der angestrebte Charterfolg bisher ausblieb.
2003 traten Myslovitz u. a. in Großbritannien zusammen mit Travis und Skin (ex-Skunk Anansie) im Rahmen der Road to Edinburgh auf – an deren Ende die Verleihung des MTV Europe Music Award als „Best Polish Act“ (zum zweiten Mal in Folge) stand.
2003 veröffentlichte Sony Music ein quasi obligatorisches Best-of-Album zum Vertragswechsel. Als Singleauskopplung erschien eine neue Version von Kraków, die Myslovitz gemeinsam mit den 1970er-Jahre-Folkrock-Stars Marek Grechuta und Anawa aufnahmen.
Im Sommer 2004 waren Myslovitz erneut auf Europatournee – beginnend mit einem Konzert für den WDR am Vorabend der EU-Erweiterung (30. April 2004). Neben Auftritten als Headliner in kleineren Hallen und Festivalauftritten (u. a. OpenAir St. Gallen) spielten sie einige Male erneut als Vorgruppe von Iggy Pop, im Oktober/November dann als Opener für The Corrs auf deren Europa- und Großbritannien-Tournee.
Im Dezember 2004 erschien das Album Skalary, mieczyki, neonki („Skalare, Schwertträger, Neonfische“). Dabei handelt es sich jedoch nicht um ein reguläres Studioalbum, sondern um eine Sammlung soundtrack-ähnlicher, psychedelisch-experimenteller und überwiegend instrumentaler „Outtakes“ mit sehr melancholischer Grundstimmung; auf diesem Album entsprechen Myslovitz den Kritiker-Vergleichen mit Radiohead bisher noch am ehesten; deutliche Anklänge an Pink Floyd sind ebenfalls auszumachen.
Der Erfolg von Myslovitz trug mit zu einem Aufleben der polnischen Alternative-Musikszene bei – neuere Exponenten sind etwa eM, Kombajn do zbierania kur po wioskach oder Lili Marlene.
Im April 2012 verließ Artur Rojek die Band. Seitdem tritt Myslovitz zusammen mit Michał Kowalonek auf.

## Myslovitz und Mysłowice
Die Band ließ sich bei ihrer Namenswahl von einer ambivalenten Beziehung zu ihrer als provinziell empfundenen Heimatstadt inspirieren – eine ironische Anspielung auf nach ihren Herkunftsorten benannten amerikanischen „Rock-Dinosaurier“ der 70er Jahre wie Boston, Chicago. Die liberal-katholische Wochenzeitung Tygodnik Powszechny konstatierte in einer Rezension, Myslovitz hätten „aus Mysłowice kommend, […] die neue, großartige Welt des Show-Business mit Kleinstadtkomplexen beladen“ betreten. Der Gitarrist Przemysław Myszor bezeichnete Mysłowice in einem kanadischen Interview als „deprimierend“, „wie alle Kleinstädte. In Polen gibt es nur wenige Großstädte. Und mit Großstadt meine ich einen Ort, an dem es Kultur gibt. […] Wir leben immer noch in Mysłowice, aber das ist eine Stadt, um darin zu sterben, nicht um darin zu leben. Unsere Region, im Süden Polens, ist sehr industriell - Zechen, Schwerindustrie…“. Derartigen Aussagen trugen der Band zwar auch den Ruf von Nestbeschmutzern ein; paradoxerweise leisteten Myslovitz jedoch damit indirekt auch einen Beitrag zur Aufwertung der Stadt. Der Musikjournalist Leszek Gnoiński (Verfasser des „Standardwerks“ Encyklopedia Polskiego Rocka) hierzu: Mysłowice ist eine Stadt mit hunderttausend Einwohnern in Oberschlesien. Bis Anfang der 90er Jahre war sie allenfalls wegen ihrer Steinkohlezechen bekannt. Erst dank dieser fünf Jungs mit Gitarren wurde aus dieser Bergarbeiterstadt ein bekannter Ort, den man auf der Karte Polens finden kann.
Der Erfolg von Myslovitz gab der lokalen Musikszene Impulse (wenn auch nicht monokausal); inzwischen existiert dort mit Bands wie Negatyw und Supermusic eine lebhafte Alternative- und Hip-Hop-Kultur, die weit ab von Warschau als Zentrum der polnischen Unterhaltungsindustrie gedeiht und gerade vom Image des Peripheren, Abseitigen und Unkommerziellem profitieren – bedingt durchaus vergleichbar mit der besonders in den 80er und 90er Jahren einflussreichen Independent-Szene der nordenglischen Industriestadt Manchester.

## Preise und Auszeichnungen
- Neben zahlreichen Preisen von polnischen Musikzeitschriften und Radiosendern erhielten Myslovitz 1999 die renommierte Auszeichnung Paszport in der Sparte „Pop/Rock/Bühne“ der Wochenzeitschrift Polityka; 2000 erklärte der polnische Playboy Długość Dzwięku Samotności und zum Song und Myslovitz zur Band des Jahres; die polnische Elle die Band zu den „stilvollsten Musikstars“.
- Insgesamt 7 Mal (bei 21 Nominierungen) erhielten Myslovitz in verschiedenen Kategorien den vom Prestige im Inland her eher mit Brit Award oder Grammy als mit dem deutschen Echo vergleichbaren polnischen Musikpreis Fryderyk: 1998 in der Kategorie „Video des Jahres“ für To nie był film (siehe oben), 1999 in den Kategorien „Band des Jahres“, „Rockalbum des Jahres“ (für Miłość w czasach popkultury) und „Song des Jahres“ (für Długość Dzwięku Samotności), 2000 in den Kategorien „Song des Jahres“ (für Chłopcy/„Jungs“) und „Video des Jahres“ (für Dla ciebie/„Für dich“) sowie 2003 in der Kategorie „Album des Jahres“ (für Korova Milky Bar).
- Nach Nominierungen in den Vorjahren erhielten Myslovitz 2002 und 2003 zweimal in Folge den „MTV Europe Music Award“ in der Kategorie Best Polish Act.
- Am 23. Januar 2005 erhielten Myslovitz bei der Verleihung der Border Breakers-Preise der EU-Kommission auf der Midem in Cannes den European Breakthrough Award für das Album Korova Milky Bar als das außerhalb des Herkunftslandes meistverkaufte Album aus einem der zehn EU-Beitrittsstaaten.

## Diskografie

### Alben
- 1995: Myslovitz (MJM Music Poland)
- 1996: Sun Machine (Sony Music Polska)
- 1997: Z rozmyślań przy śniadaniu (Sony Music) [Aus Grübeleien beim Frühstück]
- 1999: Miłość w czasach popkultury (Sony Music) [Liebe in den Zeiten der Popkultur]
- 2002: Korova Milky Bar (Sony Music Polska)
- 2003: The Best Of (Sony Music Polska)
- 2003: Korova Milky Bar (englische Version) (Capitol / EMI Pomaton)
- 2004: Skalary, mieczyki, neonki (Capitol / EMI Pomaton) [Skalare, Schwertträger, Neonfische]
- 2006: Happiness Is Easy (EMI Music Poland)
- 2009: Miłość w Czasach Popkultury - Reedycja [Liebe zu Zeiten der Popkultur] (Sony Music Entertainment)
- 2011: Nieważne jak wysoko jesteśmy… [Egal wie hoch wir sind…]
- 2013: 1.577
- 2023: Wszystkie narkotyki świata
- 2024: Wieczorami Chłopcy Wychodzą Na Ulice

### Singles
- 1995: Myslovitz
- 1995: Zgon (Tod)
- 1995: Krótka piosenka o miłości (Kurzes Lied über die Liebe)
- 1996: Maj (Mai)
- 1996: Z twarzą Marilyn Monroe (Mit dem Gesicht von Marilyn Monroe)
- 1996: Historia jednej znajomości (Die Geschichte einer Liebe)
- 1996: Peggy Brown
- 1997: Blue velvet
- 1997: Scenariusz dla moich sąsiadów (Drehbuch für meine Nachbarn)
- 1997: Margaret
- 1998: To nie był film (Das war kein Film)
- 1998: Zwykły dzień (Gewöhnlicher Tag)
- 1999: Długość dźwięku samotności (Die Länge des Klangs der Einsamkeit)
- 2000: My (Wir)
- 2000: Chłopcy (Jungen)
- 2000: Polowanie na wielblada (Kameljagd)
- 2000: Dla Ciebie (Für dich)
- 2002: Acidland
- 2002: Sprzedawcy marzeń (Traumverkäufer)
- 2003: Chciałbym umrzeć z miłości (Ich möchte aus Liebe sterben)
- 2003: Kraków (Myslovitz vs. Marek Grechuta & Anawa)
- 2003: Behind Closed Eyes
- 2003: Acidland (englische Version)
- 2003: Sound Of Solitude
- 2004: Życie to surfing (Leben ist Surfen)
- 2006: Mieć czy być (Haben oder sein)
- 2006: Nocnym pociagiem do konca swiata (Mit dem nächtlichen Zug ans Ende der Welt)
- 2007: W deszczu malenkich zoltych kwiatow (Im Regen kleiner gelber Blüten)
- 2011: Ukryte (Versteckt)
- 2013: Prędzej później dalej (Schneller Später Weiter)

### Videoalben
- 2003: O sobie 1995-2001 (Sony Music Polska)
- 2004: Życie to surfing [Leben ist Surfen] (Capitol / EMI Pomaton)
- 2005: Singles 1995-2005
- 2006: Happiness Is Easy - live (PL: Platin)

### Rezensionen
- Frankfurter Allgemeine Zeitung (vom 9. August 2003)
- NEON (Stern-Jugendmagazin, vom 21. Januar 2005)
- Frankfurter Rundschau (vom 22. August 2003)
- Focus, 2003